# 4'33"

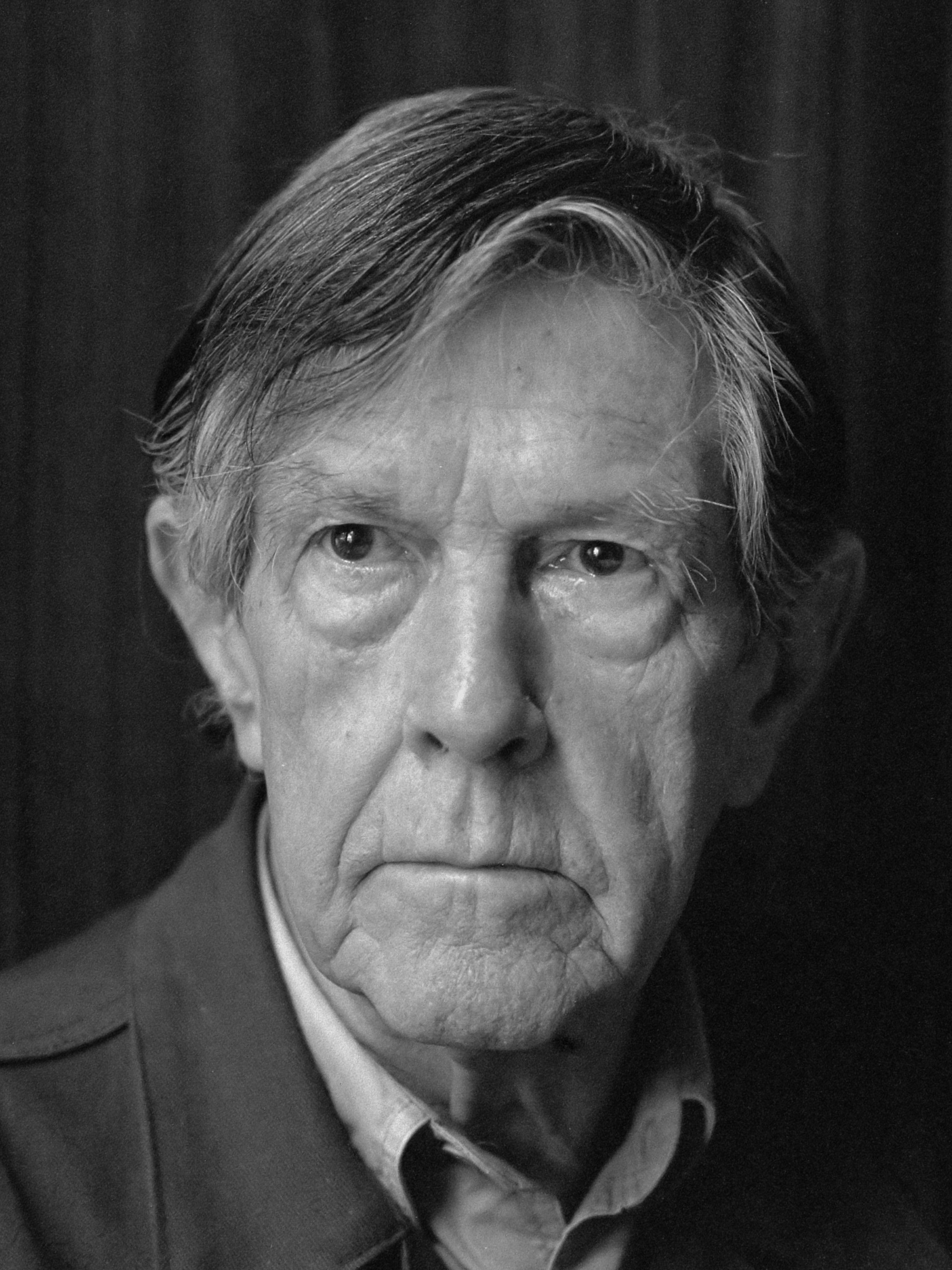
John Cage em 1988

4'33" é uma música, de 1952, do compositor e maestro John Cage, a qual é composta de quatro minutos e trinta e três segundos de silêncio. A obra se enquadra no movimento happening e é uma peça precursora da arte conceitual, por criar a expectativa, mas não executar uma única nota musical.
Sua primeira apresentação foi ao piano, interpretada por David Tudor, embora a peça tenha sido composta para quaisquer outros instrumentos ou conjuntos. A partitura está estruturada em três movimentos que são reconhecidos por movimentações do regente e dos músicos.
Questionando o paradigma da música ocidental, que explicava a música como uma série ordenada de notas, ou o que se esperaria de um concerto normal, Cage se voltou para o silêncio de forma eminentemente conceitual. Todos os mínimos ruídos, comuns em salas de espetáculos, criam a aura do happening, provocando o público e fazendo com que uma execução pública seja diferente da anterior e com contornos inesperados.
Apesar do caráter provocativo, Cage conseguiu destacar a importância do silêncio na música, a sua impossibilidade real e, por consequência, ampliar os limites da arte contemporânea.